# SBB
SBB (пун правни назив: Serbia Broadband — Srpske kablovske mreže d.o.o.) српски je телекомуникациони оператор са седиштем у Београду. Послује у оквиру предузећа e& PPF Telecom Group, у чијем је власништву и Yettel. Други је телекомуникациони оператор по броју корисника у Србији, док је на првом месту mts.
Године 2024. SBB је био други највећи кабловски оператор са тржишним уделом од 37,7%, други највећи провајдер интернета са тржишним уделом од 27% и друга највећа фиксна телекомуникациона мрежа са уделом од 24,6%.

## Историја
Компанија „Serbia Broadband”, односно „СББ”, настала је 2002. године интеграцијом компаније „КДС” из Крагујевца и кабловских система Телефонија из Београда, „Media Plus” из Новог Сада, „YU VOD” из Ниша и већег броја мањих оператора.
Компанија „КДС” д.о.о Крагујевац основана је 1. септембра 2000. године као привредно друштво за изградњу кабловских дистрибутивних система, а 2002. године потписан је уговор о докапитализацији са Инвестиционим фондом за Југоисточну Европу (енгл. Southeast Europe Equity Funds, SEEF), вредан 10 милиона долара.
Европска Банка за обнову и развој (ЕБРД) 2004. године постала је мањински акционар компаније СББ. Британски инвестициони фонд Mid Europa Partners (МЕП) и ЕБРД истовремено су 2007. године преузели СББ и Телемах Словенија, а затим и компаније BH Cabel Net, Elob и Global Net и формирали Телемах Босна и Херцеговина. Инвестициони фонд Mid Europa 2012. године основао је Јунајтед Групу како би управљао аквизитираним компанијама у Југоисточној Европи, чији већински власник у марту 2014. године постаје Амерички инвестициони фонд Kohlberg Kravis Roberts (ККR).
СББ компанија је у априлу 2015. године купила компанију ЕУнет, а у априлу 2017. кабловског оператора ИКОМ, а потом у новембру исте године окончала аквизицију Cabel Group 85.
Британски инвестициони фонд BC Partners потписао је уговор о преузимању већинског удела у Јунајтед Групи у септембру 2018, а у марту 2019. године постао је њен већински власник.
Компанију SBB је 2. априла 2025. године званично је преузела e& PPF Telecom Group.

## Еон
На почетку пословања компанија СББ пружала је услугу кабловске телевизије у седам градова. Компанија СББ је 5. септембра 2017. године на тржиште лансирала ЕОН (лат. EON) апликацију, која омогућује корисницима да гледају телевизијске програме преко смарт ТВ апликације.
У октобру 2018. године представљен је ЕОН Смарт Бокс, помоћу којег ТВ постаје Смарт ТВ, а затим и ЕОН Смарт ТВ апликација, која је СББ корисницима омогућила гледање телевизије и ван СББ мреже.
На годишњој конференцији електронских медија и технологије IBC 2018, ЕОН платформа освојила је CSI награду у категорији "Best mobile TV technology or service" (најбоља ТВ платформа/сервис за мобилне уређаје).

## Кабловски интернет
Компанија СББ почетком 2003. године постала је први оператор који је корисницима у Србији понудио приступ широкопојасном интернету.
У оквиру петогодишњег плана инвестиција вредног 293 милиона евра, 2018. године, СББ је започела дигитализацију мреже.
Апликација УНИФИ омогућава приступ СББ корисничкој WiFi мрежи на око 900.000 локација у региону, док UNIFI Travel апликација корисницима нуди приступ интернету из иностранства.

## Фиксна телефонија
Услугу дигиталне фиксне телефоније СББ пружа од 2012. године и са 23,2% тржишног учешћа (податак за трећи квартал 2023. године) налази се на другом месту међу операторима фиксне телефоније у Србији.
Апликација УНИФОН уведена је 2015. и омогућава коришћење фиксног броја и на мобилном телефону. Разговори са осталим УНИФОН корисницима су бесплатни.

## Фондација
СББ фондација основана је 2015. године са циљем да кроз дугорочне пројекте, утиче на побољшање услова и квалитета живота и допринесе развоју функционалног и одговорног друштва у Србији.
Од самог настанка, пажња је првенствено усмерена на подизање свести о значају заштите животне средине, помоћ финансијски угроженим породицама широм Србије, као и подршку младима у образовању.